# Max Manitius
Max Manitius (* 23. März 1858 in Dresden; † 21. September 1933 in Kötzschenbroda) war ein deutscher Historiker und Latinist.

## Leben und Wirken
Max Manitius, Sohn des Hofrats und Geheimsekretärs im sächsischen Justizministerium Wilhelm Manitius (1808–1885), besuchte das Gymnasium in Leipzig und studierte anschließend seit 1877 an der Universität Leipzig vor allem Geschichte und Altertumswissenschaften. Im Jahr 1881 promovierte er bei Wilhelm Arndt mit einer Arbeit über die karolingischen Reichsannalen, die sich mit den Annales Bertiniani, den Annales Laurissenses minores und den Annales Fuldenses beschäftigte. Von 1883 bis 1884 war er für kurze Zeit „Hilfsarbeiter“ (damals eine übliche Bezeichnung für wissenschaftliche Mitarbeiter) bei den Monumenta Germaniae Historica (MGH), wo er Ernst Dümmler bei der Edition des zweiten MGH-Poetae-Bandes unterstützte. Im Jahr 1884 nahm er eine Tätigkeit als Lehrer an der Noldenschen höheren Mädchenschule in Dresden auf, die ihm genug Zeit für weitere mediävistische Forschungen ließ, mit denen er bald auch seinen Lebensunterhalt bestritt. Noch im Jahr 1884 veröffentlichte er eine kritische Edition einer anonymen geographischen Schrift des 9. Jahrhunderts, De situ orbis. 
1889 legte Manitius eine Gesamtdarstellung des 10. und 11. Jahrhunderts unter dem Titel Deutsche Geschichte unter den sächsischen und salischen Kaisern (911–1125) vor. Sein besonderes Interesse an der christlich-lateinischen Dichtung des Frühmittelalters mündete 1891 in seine literarhistorische Geschichte der christlich-lateinischen Poesie bis zur Mitte des 8. Jahrhunderts. Daneben publizierte Manitius auch kommentierte Übersetzungen ausgewählter lateinischer Gedichte, etwa des Archipoeta (1913), und veröffentlichte 1925 eine breit angelegte Studie über Bildung, Wissenschaft und Literatur im Abendlande von 800 bis 1100.
Seine besondere und nachhaltige Bedeutung in der Mediävistik und der Mittellateinischen Philologie verdankt Manitius aber seiner insgesamt mehr als 2800 Seiten umfassenden Geschichte der lateinischen Literatur des Mittelalters, die im Rahmen der Abteilung IX des Handbuchs der Altertumswissenschaft in drei Teilbänden 1911, 1923 und 1931 erschien und als einziger Band des Unternehmens seither keine Neubearbeitung erfahren hat. Für die Erarbeitung dieses Bandes war ursprünglich der Münchner Philologe und MGH-Zentraldirektor Ludwig Traube († 1907) verpflichtet worden, der sich jedoch von seinem Vertrag hatte entbinden lassen und stattdessen den Privatgelehrten Manitius empfohlen hatte. Der bleibende Wert von Manitius’ ausführlicher und detailfreudiger Darstellung beruht auf seiner Fähigkeit, auch mitunter komplizierte Sachverhalte allgemeinverständlich zu schildern.
Sein letztes größeres Werk Handschriften antiker Autoren in mittelalterlichen Bibliothekskatalogen wurde 1935 posthum von seinem Sohn Karl Manitius (1899–1979) herausgegeben, der ebenfalls Mittelalterhistoriker und Philologe und nach 1949 als freier Mitarbeiter für die MGH tätig war.
Der Nachlass von Max Manitius befindet sich heute im Archiv der Monumenta Germaniae Historica.

## Schriften (Auswahl)
- Die Annales Sithienses, Laurissenses minores und Enharti Fuldenses. [Phil. Diss. Leipzig 1881]. Heinrich, Dresden 1881 (Dissertationsschrift).
- (Hrsg.): Anonymi de situ orbis libri duo. Cotta, Stuttgart 1884.
- Deutsche Geschichte unter den sächsischen und salischen Kaisern (911–1125). Cotta, Stuttgart 1889 (Bibliothek Deutscher Geschichte) (online).
- Beiträge zur Geschichte frühchristlicher Dichter im Mittelalter. 2 Bände, Tempsky, Wien 1889–1890 (Sitzungsberichte der Kaiserlichen Akademie der Wissenschaften in Wien, Philologisch-Historische Klasse, Band 117 Heft 12 und Band 121 Heft 7).
- Geschichte der christlich-lateinischen Poesie bis zur Mitte des 8. Jahrhunderts. Cotta, Stuttgart 1891. (online)
- Philologisches aus alten Bibliothekskatalogen: (bis 1300). Sauerländer, Frankfurt 1892 (Rheinisches Museum für Philologie, Neue Folge, Band 47). (Digitalisat)
- Analekten zur Geschichte des Horaz im Mittelalter (bis 1300). Dieterich, Göttingen 1893. (online)
- Mären und Satiren aus dem Lateinischen. Greiner & Pfeiffer, Stuttgart 1905. (Digitalisat)
- Geschichte der lateinischen Literatur des Mittelalters. Beck, München 1911–1931
  - Band 1: Von Justinian bis zur Mitte des zehnten Jahrhunderts. 1911 (Handbuch der Altertumswissenschaft, Abt. IX, Band 2.1). (Digitalisat); Neudruck ebenda 1959
  - Band 2: Von der Mitte des zehnten Jahrhunderts bis zum Ausbruch des Kampfes zwischen Kirche und Staat. 1923 (Handbuch der Altertumswissenschaft, Abt. IX, Band 2.2). (Digitalisat)
  - Band 3: Vom Ausbruch des Kirchenstreites bis zum Ende des 12. Jahrhunderts. 1931 (Handbuch der Altertumswissenschaft, Abt. IX, Band 2.3). (Digitalisat)
- Die Gedichte des Archipoeta. Callwey, München 1913 (Münchner Hefte, Band 6).
- Bildung, Wissenschaft und Literatur im Abendlande von 800 bis 1100. Rohland & Berthold, Crimmitschau 1925.
- Handschriften antiker Autoren in mittelalterlichen Bibliothekskatalogen. [Aus dem Nachlaß] hrsg. von Karl Manitius. Harrassowitz, Leipzig 1935 (Centralblatt für Bibliothekswesen, Beihefte Band 67).